# 4531 Asaro
4531 Asaro је астероид са средњом удаљеношћу од Сунца која износи 1,861 астрономских јединица (АЈ).
Апсолутна магнитуда астероида је 14,9.